# Richard Hudson (politiker)
Richard Hudson, född 4 november 1971 i Franklin i Virginia, är en amerikansk republikansk politiker. Han är ledamot av USA:s representanthus sedan 2013.
Hudson utexaminerades 1996 från University of North Carolina at Charlotte. Han var medarbetare åt följande republikanska kongressledamöter: Robin Hayes 2000–2005, Virginia Foxx 2005–2006, John Carter 2006–2009 och Mike Conaway 2009–2011.
I kongressvalet 2012 besegrade Hudson sittande kongressledamoten Larry Kissell.